# 井元由香
井元 由香（いもと ゆか、1980年11月16日 - ）は、元女優、元アイドルである。千葉県出身。

## 人物
以前はクリエートジャパン、マドモアゼル、スター・バレーに所属していた。
趣味は写真を撮ること。 特技はピアノ、そろばん、一輪車。

## 出演

### テレビドラマ
- みにくいアヒルの子・涙の卒業スペシャル（1998年3月31日、フジテレビ）
- 走れ公務員!（1998年10月 - 12月、フジテレビ）
- 連続テレビ小説「オードリー」（2000年10月2日 - 2001年3月31日、NHK） - 二階堂樹里役
- 金曜エンタテイメント「おだまりコンビ4 芸能界・殺しの輪舞（ロンド）」（2002年2月15日、フジテレビ）

### バラエティ
- 上岡龍太郎がズバリ!（1996年、TBS） - 「美少女50人」で登場
- アイドル王（TBS）
- とれたてガバット（フジテレビ）
- マンブー!（TBS） - アシスタント役
- 世界ウルルン滞在記（毎日放送）
  - （2001年2月25日） - ハリウッドのメークアップアーティストの元へホームステイ
  - （2002年9月15日） - ネパールの山奥へホームステイ

### CM
- ネスレ日本「ネスレゴールドブレンド」
- ロッテ「コーヒービーンズ」
- P&G「クレアラシル」
- マルハ「カップdeライス」
- ハドソン「新桃太郎伝説」
- ハウス食品「バーモントカレー」
- フジッコ「ナタデココ」
- コカ・コーラ「聖火ランナー募集」
- ツクダオリジナル
- ヤマハ「エレクトーン」
- 那須ハイランドパーク
- サッポロ飲料（現：ポッカサッポロフード&ビバレッジ）「まる福茶」
- ホクレン農業協同組合
- 大正製薬「リポビタンD」
- 東京電力
- NTT
- 髙島屋
- 労働省

### ラジオ
- 中川家の半時間（2002年10月 - 2003年3月、TBSラジオ）

### 映画
- PREMIUM シャッフル2（1997年）
- メトロポリス（2001年） - ティマ役[1]
- メシア 伝えられし者たち（2004年）

### CD
- ユニバーサルミュージック「チェッチェッコリ」（2003年）

### その他
- 劇場空間天外ごっこ 誰がハドソン夢まつり'95（1995年） - 桃太郎役
  - 愛と勇気の讃え歌 - 作詞：岡かすみ、作曲：関口和之
    - 「ミュージカル天外魔境夢まつり」に収録。

## 書籍

### 雑誌
- ピチレモン（学研プラス） - 専属モデル

### 写真集
- 小姐（シャオチエ）井元由香写真集（2001年）
- チェッコリー井元由香写真集（2003年）